# Tarracá
Tarracá ist eine brasilianische traditionelle Form des Wrestlings, die in den zentral-nördlichen Regionen des Landesinneren des Bundesstaates Maranhão im nordöstlichen Brasilien, in der Region Pindaré und in der Baixada Maranhão praktiziert wird.
Tarracá ist eine Mischung aus indigenen, europäischen und afrikanischen Traditionen und sehr beliebt bei Afrobrasilianern, Caboclos- und Cafuzos-Wanderarbeitern aus dem brasilianischen Hinterland. Nach dem Arbeitstag werden gerne auf den Fazendas Kämpfe abgehalten, deren Ziel darin besteht, den Gegner mit dem Rücken auf den Boden zu werfen.
Es ist sehr eng mit anderen traditionellen Kampfstilen wie dem Huka-Huka der indigenen Völker der Xingu-Indianer, mit dem Marajoara-Kampf und mit der Bassula von Angola verwandt. 
Die Maranhão-Geschichte wurde aufgrund der europäischen Kolonialisierung mit afrikanischen Arbeitskräften sowie die indigenen Migrationen im Staat stark beeinflusst. Diese brachten möglicherweise das Tarracá mit. 
Bekannt wurde es durch Rei Zulu, einen MMA-Kämpfer, der in den 1980er-Jahren gegen Rickson Gracie antrat und international an Veranstaltungen in Russland und Japans Pride Fighting Championships teilnahm.